# فيلوتشنسك
فيلوتشنسك (بالروسية: Вилючинск) هي إحدى مدن روسيا في الكيان الفدرالي الروسي كراي كامشاتكا.